# ESO 350-40
ESO 350-40, soprannominata Galassia Ruota di Carro (in inglese Cartwheel Galaxy), è una galassia peculiare con le caratteristiche di una galassia lenticolare e di una galassia ad anello: È situata in direzione della costellazione dello Scultore alla distanza di circa 500 milioni di anni luce dalla Terra. Le sue dimensioni sono stimate in circa 150.000 anni luce di diametro, quindi leggermente superiori a quelle della Via Lattea e ha una massa di circa 2,9-4,8 x 109 masse solari, con una velocità di rotazione di 217 km/s.
Fu scoperta da Fritz Zwicky nel 1941, che la considerò "una delle strutture più complesse che attendono una spiegazione sulla base delle dinamiche stellari".

## Struttura
ESO 350-40 presenta una morfologia a "ruota di carro raggiata" con raggi che hanno diversa morfologia e caratteristiche fisiche.

## Evoluzione
Questa galassia un tempo era una normale galassia spirale che ha verosimilmente subito la collisione con un'altra galassia di più piccole dimensioni, approssimativamente 200 milioni di anni fa. Il passaggio di questa galassia attraverso ESO 350-40 ha causato una potente onda d'urto che, muovendosi ad alta velocità, ha travolto gas e polveri innescando fenomeni di formazione stellare attorno alla porzione centrale della galassia che peraltro è rimasta indenne, attività che è testimoniata dall'intensa colorazione bluastra dell'anello.  ESO 350-40 sembra in procinto di riprendere la sua normale forma di galassia spirale con i bracci di spirale che si estendono dal nucleo centrale.
In alternativa, la formazione di questa galassia peculiare può essere spiegata tramite il modello dell'instabilità gravitazionale di Jeans, che è all'origine del collasso gravitazionale delle nubi interstellari di gas e della conseguente formazione stellare.

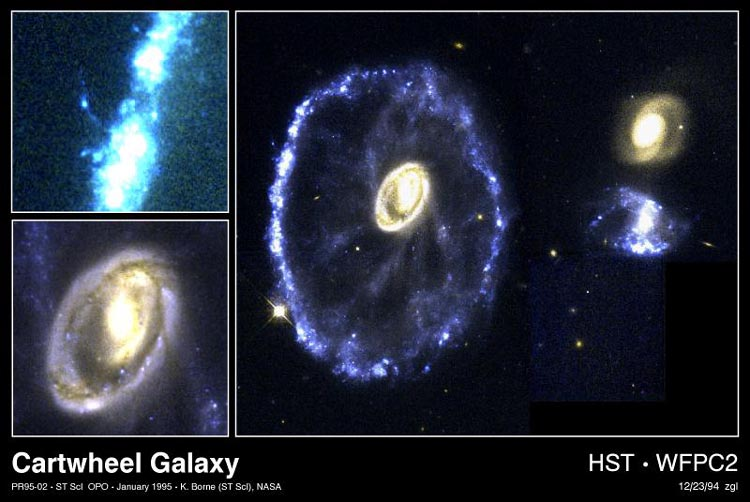
ESO 350-40 Telescopio spaziale Hubble

## Sorgenti di raggi X
La forma insolita di ESO 350-40 può essere dovuta ad una collisione con una galassia più piccola, come una di quelle visibili nelle immagini raccolte dal Telescopio spaziale Hubble.
L'anello periferico mostra i segni dell'attività di formazione stellare, con la creazione di stelle massicce ed estremamente luminose. Queste, al termine della loro breve vita, esplodono come supernovae, portando alla formazione di stelle di neutroni e buchi neri. Alcuni di questi oggetti possiedono una stella compagna e, essendo potenti sorgenti di raggi X, attirano la materia dalle loro vicine (sorgenti di raggi X ultra e iperluminose). Le sorgenti di raggi X più brillanti sono probabilmente dei buchi neri con una stella compagna, che appaiono come punti bianchi disposti sul bordo dell'anello, rilevabili nelle immagini nella banda dei raggi X e la galassia ESO 350-40 possiede molte sorgenti di raggi X dovute a buchi neri binari.
In questa galassia è stata osservata la supernova di Tipo II SN 2021afdx.

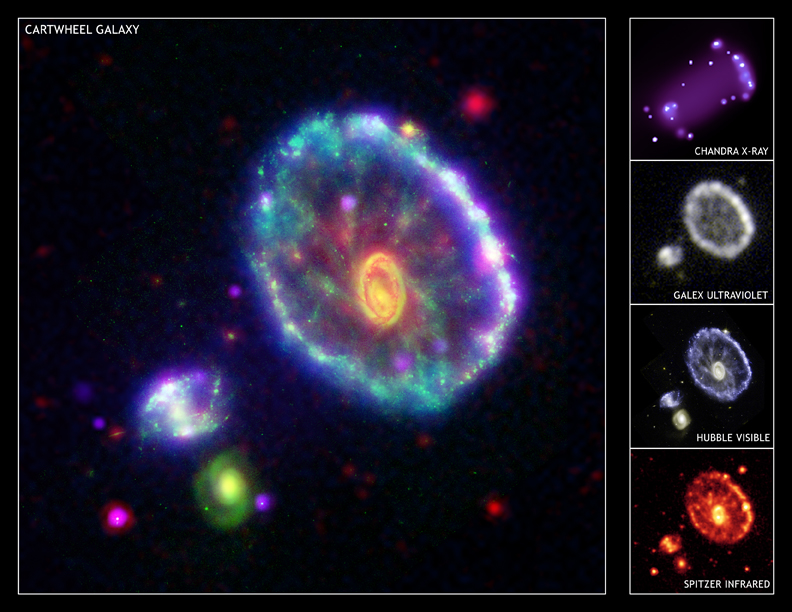
ESO 350-40 visualizzata in diverse bande dello spettro elettromagnetico: raggi X, ultravioletto, luce visibile e infrarosso. L'immagine combina i dati ottenuti da diversi osservatori spaziali: Chandra X-ray Observatory (raggi X/porpora), Galaxy Evolution Explorer (ultravioletto/blu), Hubble Space Telescope (visibile/verde), Spitzer Space Telescope (infrarosso/rosso)